# Rosanna DeSoto
Rosanna DeSoto (San José, 2 de setembro de 1950) é uma atriz estadunidense. Ela é conhecida pelos seus papéis em Stand and Deliver, pelo qual recebeu o Independent Spirit Award de melhor atriz coadjuvante, e em Star Trek VI: The Undiscovered Country como Azetbur, filha de Gorkon.
Outras aparições notáveis foram em La Bamba (1987) como a mãe de Ritchie Valens, Connie Valenzuela, e Family Business (1989) como esposa de Vito McMullen (Dustin Hoffman).
O primeiro papel de DeSoto na televisão foi na série A.E.S. Hudson Street (1978) como a enfermeira Rosa Santiago. Ela estrelou a série The Redd Foxx Show (1986).

## Primeiros anos
DeSoto nasceu em San José, Califórnia, em 2 de setembro de 1950. Ambos  os seus pais eram imigrantes mexicanos de Michoacán.  DeSoto tem oito irmãos: quatro meninos e quatro meninas. Ela passou parte de sua infância cultivando frutas, especialmente maçãs.
DeSoto formou-se na Universidade Estadual de San Jose em duas matérias: literatura espanhola e teatro. Durante este período, ela ensaiou e se apresentou com a Light Opera Company.

## Carreira
DeSoto fez sua estreia cinematográfica em 1979 no filme The In-Laws. Apareceu como contraponto a Nick Nolte e Debra Winger em Cannery Row (1982).  DeSoto venceu o Golden Eagle Award de melhor atriz por sua atuação em The Ballad of Gregorio Cortez (1982).  Em 1986, dividiu as telas com Rob Lowe e Demi Moore em About Last Night..., interpretando Mrs. Lyons. No mesmo ano, deu vida à garçonete Diana Olmos na série The Redd Foxx Show, que ficou apenas três meses no ar.
Em 1987, DeSoto participou do filme La Bamba. Ela interpretou Connie Valenzuela, mãe do protagonista Ritchie Valens, vivido por Lou Diamond Phillips.  No ano seguinte, esteve com Phillips novamente em Stand and Deliver, onde interpretou Fabiola Escalante, esposa de Jaime Escalante (Edward James Olmos). Seu desempenho lhe rendeu o Independent Spirit Award de melhor atriz coadjuvante.
Em 1989, ela interpretou a esposa do personagem de Dustin Hoffman em Family Business.  Ainda nesse ano, esteve no papel principal em Face of the Enemy. Ela também dá vida à personagem Azetbur em Star Trek VI: The Undiscovered Country (1991).  DeSoto interpreta Linda em The 24 Hour Woman (1999). Também atuou na telenovela The Bold and the Beautiful.
DeSoto escreveu e atuou em A Woman in Progress/Canto de Oro, Cuento de Mujer que foi produzida pelo grupo teatral Intar de Nova Iorque em 2005.

## Vida pessoal
Entre 1974 e 1978, DeSoto foi casada com Jonathan Taplin.  Eles tiveram uma filha, Daniela (nascida em 1976). Ela é casada com David S. Ward desde 1980. Tiveram uma filha juntos, Sylvana Ward Durrett (nascida em 1981). DeSoto também é tia de Ken Ramoz, que participou de filmes como Gettysburg (1993) e Getting Even with Dad (1994).